# Schizocerella lineata
Schizocerella lineata – gatunek błonkówki  z rodziny obnażaczowatych i podrodziny Sterictiphorinae.

## Zasięg występowania
Ameryka Północna, występuje na obszarze od płd. Kanady przez wsch. USA (po Nebraskę i Teksas na zach. oraz w Oregonie) do Salwadoru.

## Budowa ciała
Imago osiąga około 7 mm długości. Śródplecze przeważnie jest pomarańczowe z trójkątną, czarną plamką na prescutum i scutellum.

## Biologia i ekologia
Gąsienice żerują zewnętrznie na liściach portulaki pospolitej.